# Futbol'ny Klub Arsenal Dzjaržynsk
Il Futbol'ny Klub Arsenal Dzjaržynsk in cirillico bielorusso Футбольны Клуб Арсенал Дзяржынск, traslitterazione anglosassone FC Arsenal Dzerzhinsk), è una società calcistica bielorussa con sede nella città di Dzjaržynsk. Milita nella Vyšėjšaja Liha, la massima serie del campionato bielorusso.
Fondato nel 2019, ha disputato fino al 2021 le sue gare intere alla stadio comunale di Dzjaržynsk. Con la promozione in massima serie, la squadra si è spostata a Haradzeja.

## Palmarès

### Competizioni nazionali
- Druhaja liha: 1

2019
- Peršaja Liha: 2

2021, 2023

## Organico

### Rosa 2022
Aggiornata al 20 aprile 2020.
| N. |                        | Ruolo | Calciatore          |
| -- | ---------------------- | ----- | ------------------- |
| 1  | Bielorussia (bandiera) | P     | Yevgeniy Abramovich |
| 2  | Bielorussia (bandiera) | D     | Aleksey Orlovich    |
| 4  | Bielorussia (bandiera) | C     | Yevgeniy Guletskiy  |
| 5  | Bielorussia (bandiera) | D     | Roman Vegerya       |
| 6  | Bielorussia (bandiera) | C     | Maksim Gayevoy      |
| 7  | Bielorussia (bandiera) | C     | Ruslan Myalkovskiy  |
| 8  | Bielorussia (bandiera) | A     | Hleb Rassadkin      |
| 9  | Bielorussia (bandiera) | A     | Artyom Kiyko        |
| 10 | Bielorussia (bandiera) | C     | Valeriy Senko       |
| 11 | Camerun (bandiera)     | C     | Fabrice Boudega     |
| 17 | Bielorussia (bandiera) | A     | Fedor Lebedev       |
| 18 | Bielorussia (bandiera) | C     | Dmitry Kaplunov     |
| 19 | Bielorussia (bandiera) | C     | Anton Abramovich    |
| 21 | Bielorussia (bandiera) | D     | Vladislav Lyakh     |

| N. |                        | Ruolo | Calciatore             |
| -- | ---------------------- | ----- | ---------------------- |
| 24 | Bielorussia (bandiera) | C     | Stanislav Atrashkevich |
| 25 | Bielorussia (bandiera) | A     | Dmitriy Matyash        |
| 26 | Bielorussia (bandiera) | D     | Sergey Kontsevoy       |
| 27 | Nigeria (bandiera)     | A     | Idris Nuradeen         |
| 28 | Russia (bandiera)      | A     | Nikita Melnikov        |
| 39 | Bielorussia (bandiera) | P     | Aleksey Stankevich     |
| 51 | Bielorussia (bandiera) | D     | Alyaksandr Skshynetski |
| 70 | Bielorussia (bandiera) | C     | Nikita Yereminok       |
| 74 | Bielorussia (bandiera) | D     | Nikita Supranovich     |
| 77 | Bielorussia (bandiera) | A     | Dzmitry Asipenka       |
| 79 | Bielorussia (bandiera) | C     | Stanislav Sazonovich   |
| 91 | Bielorussia (bandiera) | A     | Artem Miroyevskiy      |
| 99 | Bielorussia (bandiera) | P     | Artyom Soroko          |
|    | Bielorussia (bandiera) | A     | Pavel Demidchik        |